# Grote Prijs Raf Jonckheere 1990
De 40e editie van de Belgische wielerwedstrijd Grote Prijs Raf Jonckheere werd verreden op 23 juli 1990. De start en finish vonden plaats in Westrozebeke. De winnaar was Marnix Lameire, gevolgd door Geert Decorte en Johhny Dauwe.

## Uitslag
| Grote Prijs Raf Jonckheere 1990 |                |                                   |      |
| Plaats                          | Naam           | Ploeg                             | Tijd |
| Winnaar                         | Marnix Lameire | S.E.F.B.-Saxon-Gan                |      |
| 2                               | Geert Decorte  | Isoglass-Garden Wood-Tönissteiner |      |
| 3                               | Johhny Dauwe   | Weinmann-SMM Uster                |      |

1951 · 1952 · 1953 · 1954 · 1955 · 1956 · 1957 · 1958 · 1959 · 1960 · 1961 · 1962 · 1963 · 1964 · 1965 · 1966 · 1967 · 1968 · 1969 · 1970 · 1971 · 1972 · 1973 · 1974 · 1975 · 1976 · 1977 · 1978 · 1979 · 1980 · 1981 · 1982 · 1983 · 1984 · 1985 · 1986 · 1987 · 1988 · 1989 · 1990 · 1991 · 1992 · 1993 · 1994 · 1995 · 1996 · 1997 · 1998 · 1999 · 2000 · 2001 · 2002 · 2003 · 2004 · 2005 · 2006 · 2007 · 2008 · 2009 · 2010 · 2011 · 2012 · 2013 · 2014 · 2015 · 2016 · 2017 · 2018 · 2019 · 2020 · 2021 · 2022